# Dongargaon
Dongargaon is een nagar panchayat (plaats) in het district Rajnandgaon van de Indiase staat Chhattisgarh. 

## Demografie
Volgens de Indiase volkstelling van 2001 wonen er 11.571 mensen in Dongargaon, waarvan 51% mannelijk en 49% vrouwelijk is. De plaats heeft een alfabetiseringsgraad van 72%. 